# Canton de Charleville
L'ancien canton de Charleville était une division administrative française du département des Ardennes.
Le redécoupage des arrondissements intervenu en 1926 n'avait pas affecté le canton de Charleville, rattaché depuis 1800 (an VIII) à l'arrondissement de Mézières.
Le canton de Charleville a été supprimé par le décret 73-715 du 23 juillet 1973 à l'occasion du redécoupage cantonal de 1973. Il dépendait de l'arrondissement de Mézières puis de Charleville-Mézières à la suite de la fusion de Charleville et de Mézières intervenu en 1966.

## Représentation

### Conseillers généraux de 1833 à 1973
| Période | Période      | Identité                                      | Étiquette             | Qualité |
| ------- | ------------ | --------------------------------------------- | --------------------- | --- |
| 1833    | 1836 (décès) | Jacques François Boucher-Grimblot (1790-1836) |                       | Fabricant de clous à Charleville |
| 1836    | 1848         | Nicolas Sébastien Stevenin (1789-1849)        |                       | Maire de Charleville (1830-1849), conseiller d'arrondissement                                                                                 |
| 1848    | 1871         | Guillaume Adolphe Le Chanteur,                |                       | Fabricant de clous, maire de Charleville |
| 1871    | 1880         | Gustave Gailly                                | Centre gauche         | Maître de forges Président du Tribunal de commerce de Charleville, conseiller d'arrondissement Député (1871-1880) Sénateur (1880-1903)        |
| 1880    | 1886         | Pierre Joseph Bourbon                         | Républicain           | Rentier, ancien négociant en bouchons Propriétaire Boulevard Richard-Lenoir à Paris Maire de Gespunsart                                       |
| 1886    | 1904         | Édouard Soret                                 | Rad.                  | Industriel à La Cachette, Nouzon |
| 1904    | 1910         | Vital Rousseau                                | Républicain puis SFIO | Professeur de philosophie Maire de Montcy-Notre-Dame (1904-1910)                                                                              |
| 1910    | 1940         | Charles Boutet                                | SFIO                  | Journaliste Maire de Charleville (1925-1940) Député (1928-1936)                                                                               |
| 1943    | 1945         | Charles Gerbeaux                              | ?                     | Instituteur Président de la délégation spéciale de Nouzonville Nommé conseiller départemental en 1943                                         |
| 1945    | 1958         | Jacques Bozzi                                 | SFIO                  | Professeur de philosophie Maire de Charleville (1944-1959) Député (1945-1946) - Sénateur (1948-1955) Président du Conseil Général (1945-1955) |
| 1958    | 1964         | Jeanne Carlot                                 | MRP                   | Avocat au barreau de Charleville, suppléante de Maurice Blin pour la 2e circonscription des Ardennes                                          |
| 1964    | 1973         | André Lebon                                   | SFIO puis PS          | Intendant universitaire Député (1967-1978) Maire de Charleville puis de Charleville-Mézières                                                  |

### Conseillers d'arrondissement de 1833 à 1940
Le canton de Charleville avait deux conseillers d'arrondissement.
| Période | Période      | Identité                                    | Étiquette       | Qualité |
| ------- | ------------ | ------------------------------------------- | --------------- | --- |
| 1833    | 1848         | Henri Renaudin (1793-1861)                  |                 | Notaire et juge de paix à Charleville |
| 1833    | 1836         | Nicolas Sébastien Stévenin (1789-1849)      |                 | Maire de Charleville (1830-1849) |
| 1836    | 1848         | Adolphe Lechanteur (1803-1877)              |                 | Fabricant de clous à Charleville |
| 1848    | 1868         | Auguste Gailly-Taurines (1790-1868)         |                 | Ancien sous-lieutenant au 24ème régiment d'infanterie Brasseur à Charleville                                                             |
| 1848    | 1852         | Jean-Baptiste Regnault-Tisseron (1788-1858) |                 | Fabricant de clous à Charleville |
| 1852    | 1870         | Bernard Louis Jules Descharmes (1812-1893)  |                 | Notaire à Charleville |
| 1868    | 1870         | Gustave Gailly (1825-1910)                  | Centre gauche   | Maître de forges, propriétaire à Charleville                                                                                             |
| 1870    | 1877         | Charles Nicolas Jeunehomme (1828-1877)      |                 | Fabricant de ferronnerie, maire de Nouzon                                                                                                |
| 1870    | 1879         | M. Dethon                                   |                 | Adjoint au maire de Charleville |
| 1877    | 1879         | Emile Corneau (1826-1906)                   | Gauche radicale | Industriel dans les forges à Charleville Fondateur du Petit Ardennais en 1880                                                            |
| 1879    | 1892         | Edouard Joye-Liblanc (1835-1916)            |                 | Négociant à Charleville |
| 1879    | 1888 (décès) | Emile Petit-Gobron                          |                 | Industriel à Nouzon |
| 1888    | 1890 (décès) | A. Maillieux                                | Socialiste      | Employé au Petit Ardennais Conseiller municipal de Charleville                                                                           |
| 1890    | 1892         | Eugène Rose (1850-1916)                     | POSR            | Ouvrier métallurgiste puis magasinier Conseiller municipal de Neufmanil                                                                  |
| 1892    | 1901         | Théodore-Achille Blairon (1842-1906)        |                 | Industriel, conseiller municipal de Charleville                                                                                          |
| 1892    | 1895         | Louis Ferdinand Devin                       |                 | Propriétaire, maire de Gespunsart |
| 1895    | 1901         | Léon Schneider                              |                 | Cultivateur, maire d'Houldizy |
| 1901    | 1907         | Jules Roland                                |                 | Docteur en médecine à Charleville |
| 1901    | 1907         | Pierre Colnet                               |                 | Forgeron, conseiller municipal de Charleville                                                                                            |
| 1907    | 1912 (décès) | Hippolyte Médot (1853-1912)                 | SFIO            | Ouvrier métallurgiste, conseiller municipal de Charleville                                                                               |
| 1907    | 1937         | Abraham Alfred Dié-Rogissart (1869-1943)    | SFIO            | Ouvrier métallurgiste, puis ferronnier, conseiller municipal de Joigny                                                                   |
| 1913    | 1919         | Théophile Renauld                           | SFIO            | Professeur retraité, conseiller municipal de Charleville                                                                                 |
| 1919    | 1937         | Aristide Louis Lainel (1869-1938)           | SFIO            | Ancien ouvrier ferronnier, gérant du Socialiste Ardennais, Charleville                                                                   |
| 1937    | 1940         | Jules Fuzellier (1901-1942)                 | PC-SFIC         | Ouvrier métallurgiste, maire de Joigny-sur-Meuse (1935-1940) Déchu de ses mandats en janvier 1940 Fusillé comme otage le 14 février 1942 |
| 1937    | 1940         | Henri Savart                                | PC-SFIC         | Ouvrier métallurgiste puis artisan, adjoint au maire de Nouzonville (1935-1940) Révoqué en 1939                                          |
| 1940    |              |                                             |                 | Les conseils d'arrondissement ont été suspendus par la loi du 12 octobre 1940 et n'ont jamais été réactivés                              |